# Abderrahman Sebti
Abderrahman Sebti (in arabo عبد الرحمن سبتي‎?; Fès, 9 gennaio 1916 – ...) è stato uno schermidore marocchino.
Ha partecipato ai Giochi di Roma 1960, gareggiando, sia nelle competizioni a squadre, che in quelle individuali, nelle tre specialità.